# Dactylopodola
Dactylopodola är ett släkte av bukhårsdjur. Dactylopodola ingår i familjen Chordodasyidae.
Kladogram enligt Catalogue of Life:
| Dactylopodola | \| \| Dactylopodola agadysis \| \| \| \| \| \| Dactylopodola australiensis \| \| \| \| |
|               | \| \| Dactylopodola agadysis \| \| \| \| \| \| Dactylopodola australiensis \| \| \| \| |
|               | Chordodasys                                                                            |
|               |                                                                                        |
|               | Dactylopodola agadysis                                                                 |
|               |                                                                                        |
|               | Dactylopodola australiensis                                                            |
|               |                                                                                        |

|  | Dactylopodola agadysis      |
|  |                             |
|  | Dactylopodola australiensis |
|  |                             |